# Oresbia heterocarpa
Oresbia  es un género monotípico de plantas herbáceas perteneciente a la familia de las asteráceas. Su única especie: Oresbia heterocarpa, es originaria de Sudáfrica.

## Descripción
Las hojas tienen pecíolo y están directamente unidas al tallo, con márgenes lisos y en el envés cabello grueso. Los frutos, que permanecen cerrados en la madurez, son aquenios.

## Taxonomía
Oresbia heterocarpa fue descrita por Cron & B.Nord.  y publicado en Novon 16(2): 216–222, f. 1–4. 2006.
Sinonimia
- Cineraria tomentosa (DC.) Less.
- Senecio lanatus Thunb.[3]